# Rasquera
Rasquera é um município da Espanha na comarca de Ribera d'Ebre, província de Tarragona, comunidade autónoma da Catalunha. Tem 51 km² de área e em 2021 tinha 846 habitantes (densidade: 16,6 hab./km²).

## Demografia
| Variação demográfica do município entre 1991 e 2004 [carece de fontes?] | Variação demográfica do município entre 1991 e 2004 [carece de fontes?] | Variação demográfica do município entre 1991 e 2004 [carece de fontes?] | Variação demográfica do município entre 1991 e 2004 [carece de fontes?] |
| ----------------------------------------------------------------------- | ----------------------------------------------------------------------- | ----------------------------------------------------------------------- | ----------------------------------------------------------------------- |
| 1991                                                                    | 1996                                                                    | 2001                                                                    | 2004                                                                    |
| 896                                                                     | 865                                                                     | 812                                                                     | 842                                                                     |